# Sfaxia
Sfaxia är ett släkte av insekter. Sfaxia ingår i familjen sköldstritar.
Kladogram enligt Catalogue of Life:
| Sfaxia | \| \| Sfaxia deserticola \| \| \| \| \| \| Sfaxia inermipes \| \| \| \| |
|        | \| \| Sfaxia deserticola \| \| \| \| \| \| Sfaxia inermipes \| \| \| \| |
|        | Sfaxia deserticola                                                      |
|        |                                                                         |
|        | Sfaxia inermipes                                                        |
|        |                                                                         |